# Mikkel Plum
Mikkel Plum er en dansk forfatter, der har skrevet bogen Bombardér hovedkvarteret! om venstrefløjen under den kolde krig.